# Richèl Hogenkamp
Richèl Hogenkamp, née le 16 avril 1992 à Doetinchem, est une joueuse de tennis néerlandaise.
Elle joue avec l'équipe des Pays-Bas de Fed Cup depuis 2010 et participe au quart de finale face à la Russie en 2016. Elle s'impose en simple contre la 17e mondiale Svetlana Kuznetsova lors d'un match serré de 4 heures (record du match le plus long en Fed Cup) lors duquel elle sauve une balle de match, ce qui permet à son équipe de se qualifier pour les demi-finales.

## Palmarès

### Titre en simple dames
Aucun

### Finale en simple dames
Aucune

### Titre en double dames
Aucun

### Finale en double dames
Aucune

## Parcours en Grand Chelem

### En simple dames
| Année | Open d'Australie | Open d'Australie | Internationaux de France | Internationaux de France | Wimbledon       | Wimbledon       | US Open         | US Open         |
| ----- | ---------------- | ---------------- | ------------------------ | ------------------------ | --------------- | --------------- | --------------- | --------------- |
| 2015  | 1er tour (1/64)  | Petra Kvitová    | —                        | —                        | 2e tour (1/32)  | Maria Sharapova | —               | —               |
| 2016  | —                | —                | —                        | —                        | —               | —               | 2e tour (1/32)  | Tímea Babos     |
| 2017  | —                | —                | 2e tour (1/32)           | Elise Mertens            | 1er tour (1/64) | Madison Brengle | 1er tour (1/64) | Arina Rodionova |
| 2018  | 1er tour (1/64)  | L. Arruabarrena  | 1er tour (1/64)          | Maria Sharapova          | —               | —               | —               | —               |
| 2019  | —                | —                | —                        | —                        | —               | —               | 1er tour (1/64) | Donna Vekić     |

N.B. : à droite du résultat se trouve le nom de l'ultime adversaire.

### En double dames
N'a jamais participé à un tableau final.

## Parcours en Fed Cup
| #                                                                     | Date       | Lieu        | Surface      | Gagnante(s)                         | Perdante(s)                          | Score           |          |
|                                                                       |            |             |              |                                     |                                      |                 |          |
| 2014 - Barrage (groupe mondial II) - Pays-Bas - Japon - 3 : 2         |            |             |              |                                     |                                      |                 |          |
| 1                                                                     | 19/04/2014 | Bois-le-Duc | Terre (int.) | Shuko Aoyama Risa Ozaki             | Richèl Hogenkamp Michaëlla Krajicek  | 1-6, 6-3, 10-8  | Parcours |
|                                                                       |            |             |              |                                     |                                      |                 |          |
| 2015 - 1er tour (groupe mondial II) - Pays-Bas - Slovaquie - 4 : 1    |            |             |              |                                     |                                      |                 |          |
| 2                                                                     | 07/02/2015 | Apeldoorn   | Terre (int.) | Richèl Hogenkamp Michaëlla Krajicek | Kristína Kučová Kristina Schmiedlová | 7-5, 6-1        | Parcours |
|                                                                       |            |             |              |                                     |                                      |                 |          |
| 2015 - Barrage (groupe mondial I) - Pays-Bas - Australie - 4 : 1      |            |             |              |                                     |                                      |                 |          |
| 3                                                                     | 18/04/2015 | Bois-le-Duc | Terre (int.) | Richèl Hogenkamp Michaëlla Krajicek | Casey Dellacqua Olivia Rogowska      | 6-2, 7-63       | Parcours |
|                                                                       |            |             |              |                                     |                                      |                 |          |
| 2016 - 1er tour (groupe mondial) - Russie - Pays-Bas - 1 : 3          |            |             |              |                                     |                                      |                 |          |
| 4                                                                     | 06/02/2016 | Moscou      | Dur (int.)   | Richèl Hogenkamp                    | Svetlana Kuznetsova                  | 7-64, 5-7, 10-8 | Parcours |
|                                                                       |            |             |              |                                     |                                      |                 |          |
| 2016 - 1/2 finale (groupe mondial) - France - Pays-Bas - 3 : 2        |            |             |              |                                     |                                      |                 |          |
| 5                                                                     | 16/04/2016 | Trélazé     | Terre (int.) | Kristina Mladenovic                 | Richèl Hogenkamp                     | 6-2, 6-4        | Parcours |
| 5                                                                     | 16/04/2016 | Trélazé     | Terre (int.) | Caroline Garcia Kristina Mladenovic | Kiki Bertens Richèl Hogenkamp        | 4-6, 6-3, 6-3   | Parcours |
|                                                                       |            |             |              |                                     |                                      |                 |          |
| 2017 - Barrage (groupe mondial I) - Slovaquie - Pays-Bas - 2 : 3      |            |             |              |                                     |                                      |                 |          |
| 6                                                                     | 22/04/2017 | Bratislava  | Terre (int.) | Jana Čepelová                       | Richèl Hogenkamp                     | 6-3, 6-2        | Parcours |
| 6                                                                     | 22/04/2017 | Bratislava  | Terre (int.) | Richèl Hogenkamp                    | Kristína Kučová                      | 7-5, 6-4        | Parcours |
|                                                                       |            |             |              |                                     |                                      |                 |          |
| 2018 - 1/4 de finale (groupe mondial) - États-Unis - Pays-Bas - 3 : 1 |            |             |              |                                     |                                      |                 |          |
| 7                                                                     | 10/02/2018 | Asheville   | Dur (int.)   | Coco Vandeweghe                     | Richèl Hogenkamp                     | 4-6, 7-66, 6-3  | Parcours |
| 7                                                                     | 10/02/2018 | Asheville   | Dur (int.)   | Venus Williams                      | Richèl Hogenkamp                     | 7-5, 6-1        | Parcours |

## Classements WTA en fin de saison
| Année          | 2009 | 2010 | 2011 | 2012 | 2013 | 2014 | 2015 | 2016 | 2017 |
| Rang en simple | 540  | 251  | 293  | 206  | 178  | 148  | 133  | 129  | 110  |
| Rang en double | 687  | 258  | 344  | 152  | 271  | 258  | 367  | 348  | 452  |

Source : (en) Classements de Richèl Hogenkamp sur le site officiel de la Fédération internationale de tennis